# Discografia de Bad Company
Este anexo lista a discografia da banda Bad Company.

## Álbuns de estúdio
| Ano  | Álbum                 | Posições | Posições  | Certificações | Certificações | Certificações |
| Ano  | Álbum                 | US 200   | UK Albums | EUA           | RU            | CAN           |
| ---- | --------------------- | -------- | --------- | ------------- | ------------- | ------------- |
| 1974 | Bad Company           | 1        | 3         | 5× Platina    | Ouro          | —             |
| 1975 | Straight Shooter      | 3        | 3         | 3× Platina    | Ouro          | Ouro          |
| 1976 | Run with the Pack     | 5        | 4         | Platina       | Ouro          | —             |
| 1977 | Burnin' Sky           | 15       | 17        | Ouro          | —             | —             |
| 1979 | Desolation Angels     | 3        | 10        | 2× Platina    | —             | —             |
| 1982 | Rough Diamonds        | 26       | 15        | —             | —             | —             |
| 1986 | Fame and Fortune      | 106      | —         | —             | —             | —             |
| 1988 | Dangerous Age         | 58       | —         | Ouro          | —             | —             |
| 1990 | Holy Water            | 35       | —         | Platina       | —             | Ouro          |
| 1992 | Here Comes Trouble    | 40       | —         | Ouro          | —             | Ouro          |
| 1995 | Company of Strangers  | 159      | —         | —             | —             | —             |
| 1996 | Stories Told & Untold | —        | —         | —             | —             | —             |

## Ao vivo
| Ano  | Álbum                                                  | Posições | Posições  |
| Ano  | Álbum                                                  | US 200   | UK Albums |
| ---- | ------------------------------------------------------ | -------- | --------- |
| 1979 | The Capital Centre                                     |          |           |
| 1993 | What You Hear Is What You Get: The Best of Bad Company | —        | —         |
| 2002 | Merchants of Cool                                      | —        | —         |
| 2006 | Live in Albuquerque 1976                               | —        | —         |
| 2010 | Hard Rock Live                                         |          |           |
| 2011 | Live At Wembley                                        |          |           |
| 2011 | Extended Versions                                      |          |           |

## Compilações
| Ano  | Álbum                              | Posições | Posições  | Certificações | Certificações |
| Ano  | Álbum                              | US 200   | UK Albums | EUA           | RU            |
| ---- | ---------------------------------- | -------- | --------- | ------------- | ------------- |
| 1985 | 10 from 6                          | 137      | —         | 2× Platina    | Ouro          |
| 1999 | The Original Bad Company Anthology | 189      | —         | —             | —             |

## Singles
| Ano  | Música                    | Posições | Posições | Posições   | Álbum                              |
| Ano  | Música                    | US 100   | US Rock  | UK Singles | Álbum                              |
| ---- | ------------------------- | -------- | -------- | ---------- | ---------------------------------- |
| 1974 | "Can't Get Enough"        | 5        | —        | 15         | Bad Company                        |
| 1974 | "Movin' On"               | 19       | —        | —          | Bad Company                        |
| 1974 | "Bad Company"             | —        | —        | —          | Bad Company                        |
| 1975 | "Good Lovin' Gone Bad"    | 36       | —        | 31         | Straight Shooter                   |
| 1975 | "Shooting Star"           | —        | —        | —          | Straight Shooter                   |
| 1975 | "Feel Like Makin' Love"   | 10       | —        | 20         | Straight Shooter                   |
| 1975 | "Run With The Pack"       | —        | —        | —          | Run with the Pack                  |
| 1976 | "Young Blood"             | 20       | —        | —          | Run with the Pack                  |
| 1976 | "Honey Child"             | 59       | —        | —          | Run with the Pack                  |
| 1977 | "Everything I Need"       | —        | —        | —          | Burnin' Sky                        |
| 1977 | "Burnin' Sky"             | 78       | —        | —          | Burnin' Sky                        |
| 1979 | "Rock 'n' Roll Fantasy"   | 13       | —        | —          | Desolation Angels                  |
| 1979 | "Gone, Gone, Gone"        | 44       | —        | —          | Desolation Angels                  |
| 1982 | "Electricland"            | 74       | 2        | —          | Rough Diamonds                     |
| 1986 | "That Girl"               | —        | —        | —          | Fame and Fortune                   |
| 1987 | "Fame and Fortune"        | —        | 37       | —          | Fame and Fortune                   |
| 1988 | "Shake It Up"             | 82       | 9        | —          | Dangerous Age                      |
| 1989 | "No Smoke Without a Fire" | —        | 4        | —          | Dangerous Age                      |
| 1990 | "Holy Water"              | 89       | 1        | —          | Holy Water                         |
| 1990 | "If You Needed Somebody"  | 16       | 2        | —          | Holy Water                         |
| 1991 | "Walk Through Fire"       | 28       | 14       | —          | Holy Water                         |
| 1992 | "How About that"          | 38       | 1        | —          | Here Comes Trouble                 |
| 1992 | "This Could Be The One"   | 87       | 21       | —          | Here Comes Trouble                 |
| 1999 | "Hey Hey"                 | —        | 15       | —          | The Original Bad Company Anthology |
| 1999 | "Hammer of Love"          | —        | 23       | —          | The Original Bad Company Anthology |